# Perewolozki
Perewolozki (russisch Переволо́цкий) ist eine Siedlung (possjolok) in der Oblast Orenburg in Russland mit 9598 Einwohnern (Stand 14. Oktober 2010).

## Geographie
Der Ort liegt gut 60 km Luftlinie westnordwestlich des Oblastverwaltungszentrums Orenburg am linken Ufer des linken Wolga-Nebenflusses Samara.
Die Siedlung ist Verwaltungszentrum des Rajons Perewolozki sowie Sitz der Landgemeinde (selskoje posselenije) Perewolozki possowet, zu der außerdem das Dorf Filippowka (11 km nordöstlich), die Siedlung Rasjesd 13 km (ohne ständige Einwohner) und der Weiler (chutor) Samarski (6 km östlich) gehören.

## Geschichte
Der Ort geht auf eine 1738 an der damaligen Südostgrenze des Russischen Reiches zu den innerasiatischen Steppengebieten errichtete Festung namens Perewolozkaja krepost zurück. Der Name bezieht sich auf die dortige Portage (russisch wolok; die Vorsilbe pere- bedeutet unter anderem „über-“) zwischen der Samara und der etwa 7 km südlich fließenden Kamysch-Samara (auch Kamysch-Samarka), die gut 20 km entfernt in den Ural mündet, als insbesondere vom 15. bis 17. Jahrhundert wichtigem Transportweg zwischen den beiden Flusssystemen. Die bei der Festung entstandene Ansiedlung kam 1782 zum Ujesd Orenburg der Statthalterschaft Ufa, ab 1796 des Gouvernements Orenburg.
Größere Bedeutung erlangte die Siedlung erst mit dem Bau der Eisenbahnstrecke von Samara nach Orenburg 1877, als dort eine Station eröffnet wurde. Nach Einführung der Rajongliederung 1928 gehörte Perewolozki zunächst zum Orenburgski rajon, aus dem am 13. Februar 1935 der Perewolozki rajon ausgegliedert wurde. Von 1963 bis 1965 war der Rajon vorübergehend aufgelöst.
Von 1959 bis 1999 besaß der Ort den Status einer Siedlung städtischen Typs.

### Bevölkerungsentwicklung
| Jahr | Einwohner |
| ---- | --------- |
| 1897 | 901       |
| 1939 | 2.466     |
| 1959 | 5.509     |
| 1970 | 7.560     |
| 1979 | 8.466     |
| 1989 | 10.279    |
| 2002 | 9.721     |
| 2010 | 9.598     |

Anmerkung: Volkszählungsdaten

## Verkehr
Am südlichen Ortsrand wird Perewolozki von der Nebenroute Samara – Orenburg der föderalen Fernstraße M5 Ural umgangen. In südlicher Richtung zweigt die Regionalstraße 53K-2311000 zum Dorf Subotschitschka Wtoraja am Ural ab; nach Norden führt die 53K-2312000 ins 60 km entfernte Dorf Kitschkass.
In Perwolozki befindet sich die Bahnstation Perewolozkaja bei Kilometer 1442 der Strecke (Moskau –) Samara – Orenburg (– Aqtöbe – Taschkent).